# جامعة كوفنتري (مصر)
جامعة كوفنتري هي جامعة أجنبية في مصر تأسست عن طريق اتفاقية عقد شراكة بين جامعة كوفنتري البريطانية وشركة “السويدى إيديوكيشن” (شركة السويدي للخدمات التعليمية)؛ بهدف افتتاح فرع للجامعة في مصر بجامعة المعرفة الدولية وهي فرع لجامعة كوفنتري البريطانية في مصر و يقع مقر الفرع في مصر بالعاصمة الإدارية الجديدة

## الكليات
- كلية الهندسة
- كلية الحاسبات
- كلية الإعلام والتصميم[11]